# Budweiser Budvar

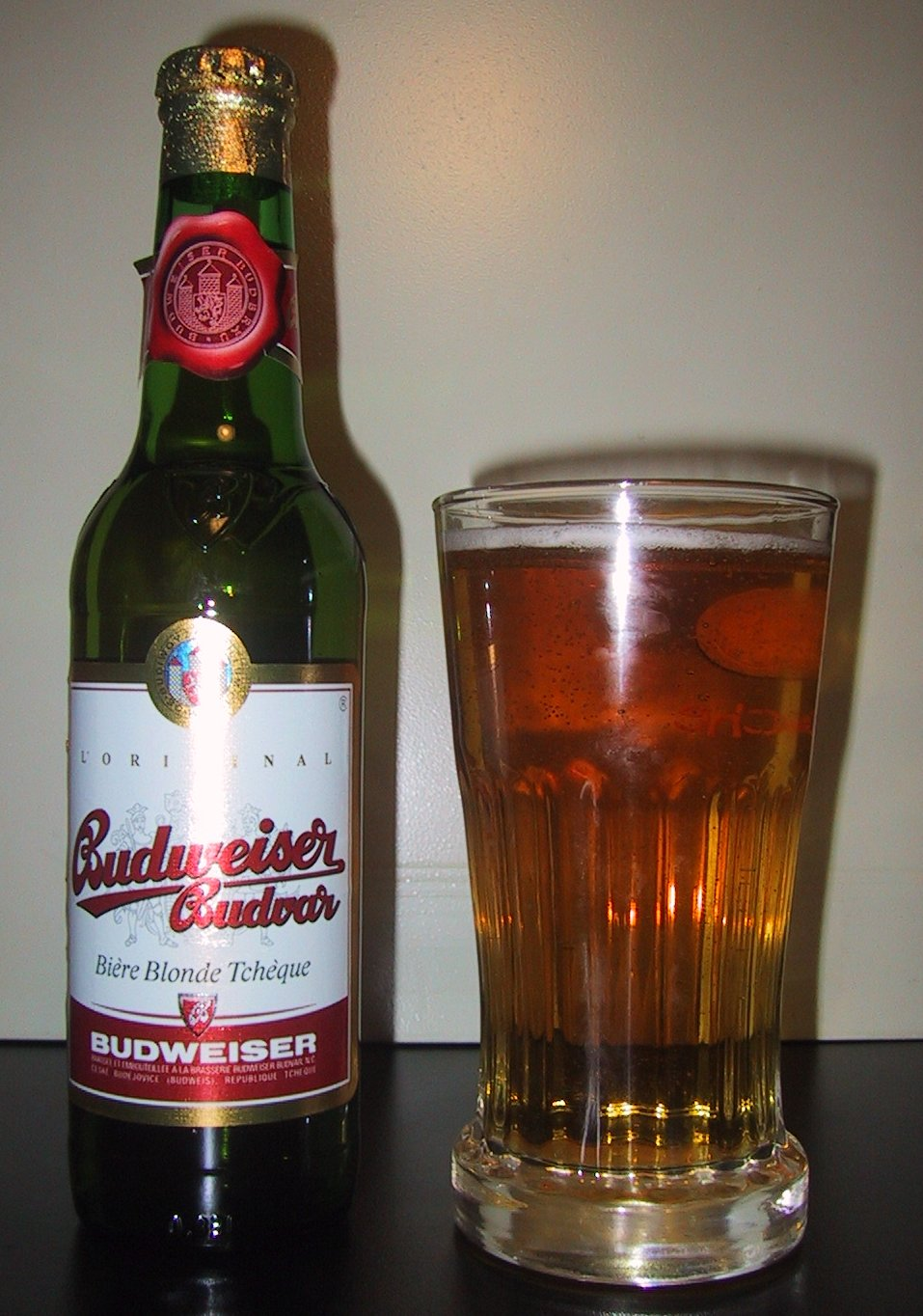
Garrafa long-neck de uma Budweiser Budvár.

Budweiser Budvar (em tcheco Budějovický Budvar) é uma cerveja tcheca fabricada desde 1265. 

## História
Esta cerveja, que também responde pelo nome de Budweiser Czechvár, participa desde 1896 da sociedad mercantil Budějovický Budvár na cidade de České Budějovice (Budweis, em alemão), na República Checa. A cervejaria reivindica uma tradição a saber: Uma cerveja produzida na cidade e consumida no século XVI na corte do rei Fernando I de Habsburgo (rei de Bohemia e da Hungria e imperador do Sacro Império Romano Germânico). Da-se por isso o apelido de beer of kings (cerveja dos reis). 